# Kojima Takanori

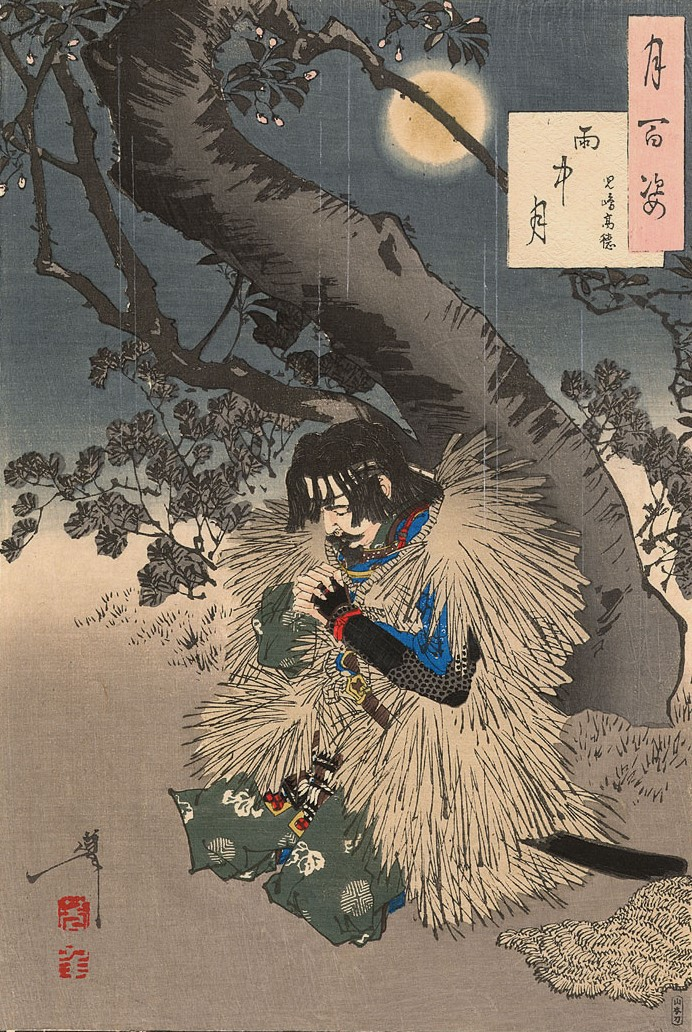
Kojima Takanori
(Farbholzschnitt: Tsukioka Yoshitoshi)

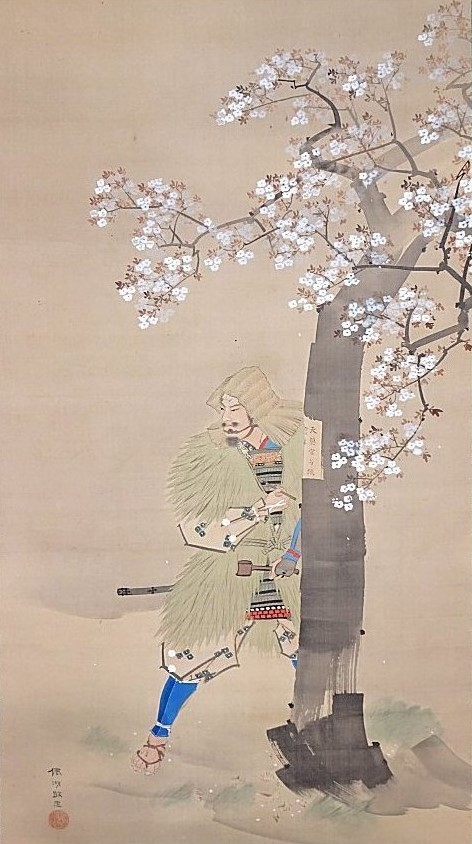
Kojima Takanori
(Matsumoto Fūko)

Kojima Takanori (japanisch 児島 高徳; bl. im 14. Jahrhundert) war ein japanischer Heerführer während der Namboku-chō-Zeit.

## Leben und Wirken
Takanori, Sohn des Wada Norinaga (Bingo no kami), wurde in der Provinz Bizen geboren. Er befasste sich bereits als Jugendlicher mit Literatur. Als Kaiser Go-Daigo 1331 vor der Armee der Hōjō fliehen musste, hob Takanori Truppen aus und kämpfte für die Südliche Dynastie. Als dann Go-Daigo 1333 nach Kyōto zurückkehren konnte, begleitete Takanori ihn bis in die Hauptstadt. Er half mit bei der Zerstörung von Rokuhara.
Später diente Takanori unter Nitta Yoshisada und kämpfte 1338 in der Provinz Harima gegen Akamatsu Norimura (赤松 則村; 1277–1350), der sich gerade den Ashikaga angeschlossen hatte. Nach dem Tode Yoshisadas 1338 folgte er Wakiya Yoshiharu (脇屋 義治) nach Shikoku und kehrte dann 1340 nach Bizen zurück. Von Ashikaga Takauji belagert, ging er nach Kyōto und floh dann nach Shinano. Dort schor er sein Haupt und nannte sich Shijun. Er tauchte 1352 wieder auf und beteiligte sich mit von ihm ausgehobenen Truppen an der Schlacht am Otoko-yama, die den Einzug des Kaisers Go-Murakami in Kyōto ermöglichte. 
Es ist nicht bekannt, was mit Takanori danach geschah. Er wird nach seiner Heimat oft auch Bingo Saburō (備後 三郎) genannt. Berühmt ist er dafür, dass er in einen Baum ein chinesisches Gedicht eingeschnitten hat, mit dem er Go-Daigo auf seinem Wege ins Exil zu ermutigen und zu trösten suchte.